# Kindermacher
Kindermacher so v 19. stoletju in pred tem imenovali dobro znano vipavsko belo vino. Omenja ga že Valvazor. Ponovno je ime kot blagovno znamko obnovila vipavska vinska klet, a zagotovo z drugačno sortno sestavo. V glavnem enačijo vino vipavec in Kindermacher, nekateri viri pa enačijo vino vrhpoljec in Kidermacher , čeprav naj bi bil vrhpoljec rdeče vino, Kindermacher pa belo.
O domnevni lastnosti tega vina piše v svoji strokovni knjigi že Fran Lipič, in sicer naj bi nekateri verjeli, da Kindermacher povečuje plodnost, a avtor meni, da to ni res.